# Malîi Rojîn, Cosău
Malîi Rojîn (în ucraineană Малий Рожин) este o comună în raionul Cosău, regiunea Ivano-Frankivsk, Ucraina, formată numai din satul de reședință.

## Demografie
Componența lingvistică a comunei Malîi Rojîn
     Ucraineană (99,58%)
     Alte limbi (0,32%)
Conform recensământului din 2001, majoritatea populației comunei Malîi Rojîn era vorbitoare de ucraineană (99,58%), existând în minoritate și vorbitori de alte limbi.